# Chaduły (obwód witebski)
Chaduły (biał. Хадулы; ros. Ходулы, Choduły) – wieś na Białorusi, w obwodzie witebskim, w rejonie orszańskim, w sielsowiecie Zubrewiczy. 